# Quarkônio

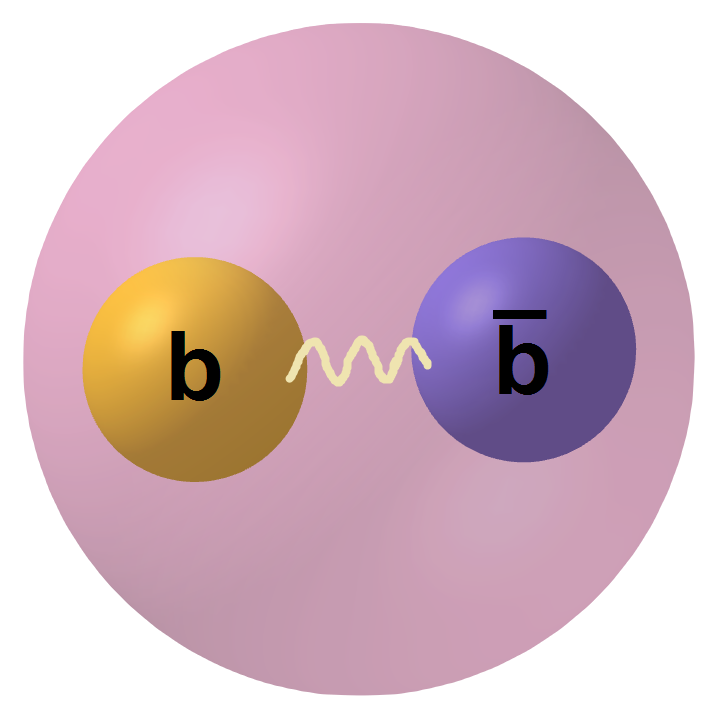
Imagem retratando um exemplo de quarkônio, o bottomônio, e sua estrutura de quarks presentes.

Em física de partículas, quarkônio (português brasileiro) ou quarcónio (português europeu) (de quark + ônio) designa um méson sem sabor que é constituído de um quark e seu próprio antiquark. Exemplos de quarkônio são os J/ψ méson ( um exemplo de charmônio, 
c

c
) e o méson 
ϒ
 (bottomônio, 
b

b
). Por causa da grande massa do quark top do antiquark top, o topônio não existe, desde que esse par quark-antiquark decai através da interação fraca antes mesmo que a interação forte se manifeste criando esse méson.
Usualmente o quarkônio refere-se apenas ao charmônio e o bottomônio, e não a algum estado de ligação quark-antiquark de quarks leves. Isso ocorre porque o quarks leves:quark up, quark down e quark strange são muito menos massivos que os quarks pesados como o quark charm,quark bottom e o quark top, e portanto os estados físicos na verdade são vistos em experimentos são misturas de estados de quarks leves na mecânica quântica. A grande diferença de massas entre os quarks charme e inferior e os quarks leves resultam em estados bem definidos em termos de par quark-antiquark de um dado sabor.

## Estados de charmônio
Na tabela a seguir, a mesma partícula pode ser nomeada com a notação espectroscópica ou com a sua massa. Em muitos casos série de excitação são usadas: Ψ' é para a primeira excitação de  Ψ (por razões históricas, essa partícula é chamada de partícula J/ψ); Ψ" é o segundo estado de excitação. Nomes na mesma são sinônimos.
Alguns do estados são previstos, mas não foram observados; outros não são confirmados. Os números quânticos da partícula X(3872) foi medida recentemente pelo experimento LHCb no CERN
. Essa medida lançou luz sobre a sua identidade, excluindo a terceira opção em são:
- Um candidato para o estado 11D2;
- Um estado de charmônio híbrido;
- Uma molécula {\displaystyle D^{0}{\bar {D}}^{*0}}.

Em 2005, o experimento BaBar anunciou a descoberta de um novo estado: Y(4260).
 CLEO e Belle têm colaborado com essas observações. No começo, Y(4260) foi pensado par ser um estado de charmônio, mas as evidências sugerem que mais explicações exóticas, como a molécula D, uma construção de 4-quark, ou um méson híbrido.
| Símbolo n2S + 1LJ | IG(JPC) | Partícula       | Massa (MeV/c2) [ligação inativa] |
| ----------------- | ------- | --------------- | -------------------------------- |
| 1S0               | 0+(0−+) | ηc(1S)          | 2980.3±1.2                       |
| 13S1              | 0−(1−)  | J/ψ(1S)         | 3096.916±0.011                   |
| 1P1               | 0−(1+−) | hc(1P)          | 3525.93±0.27                     |
| 13P0              | 0+(0++) | χc0(1P)         | 3414.75±0.31                     |
| 13P1              | 0+(1++) | χc1(1P)         | 3510.66±0.07                     |
| 13P2              | 0+(2++) | χc2(1P)         | 3556.20±0.09                     |
| 21S0              | 0+(0−+) | ηc(2S), or η′ c | 3637±4                           |
| 23S1              | 0−(1−)  | ψ(3686)         | 3686.09±0.04                     |
| 1D2               | 0+(2−+) | ηc2(1D)†        |                                  |
| 13D1              | 0−(1−)  | ψ(3770)         | 3772.92±0.35                     |
| 13D2              | 0−(2−)  | ψ2(1D)          |                                  |
| 13D3              | 0−(3−)  | ψ3(1D)†         |                                  |
| 21P1              | 0−(1+−) | hc(2P)†         |                                  |
| 23P0              | 0+(0++) | χc0(2P)†        |                                  |
| 23P1              | 0+(1++) | χc1(2P)†        |                                  |
| 23P2              | 0+(2++) | χc2(2P)†        |                                  |
| ?                 | 1++†    | X(3872)         | 3872.2±0.8                       |
| ?                 | ?(1−−)  | Y(4260)         | 4263+8 −9                        |

Notes:
* Precisa de confirmação.
† Predito mas não identificado ainda.
† Interpretado como um estado de charmônio 1−− insípido.

## Estados de bottomônio
Na tabela a seguir, a mesma partícula pode ser nomeada com a notação espectroscópica ou com a sua massa.
Muitas desses estados são previstos, mas não foram identificado; outros não são confirmados.
| Símbolo n2S+1LJ | IG(JPC) | Partícula         | Massa (MeV/c2)[ligação inativa] |
| --------------- | ------- | ----------------- | ------------------------------- |
| 1S0             | 0+(0−+) | ηb(1S)            | 9390.9±2.8                      |
| 13S1            | 0−(1−)  | Υ(1S)             | 9460.30±0.26                    |
| 1P1             | 0−(1+−) | hb(1P)            |                                 |
| 13P0            | 0+(0++) | χb0(1P)           | 9859.44±0.52                    |
| 13P1            | 0+(1++) | χb1(1P)           | 9892.76±0.40                    |
| 13P2            | 0+(2++) | χb2(1P)           | 9912.21±0.40                    |
| 21S0            | 0+(0−+) | ηb(2S)            |                                 |
| 23S1            | 0−(1−)  | Υ(2S)             | 10023.26±0.31                   |
| 1D2             | 0+(2−+) | ηb2(1D)           |                                 |
| 13D1            | 0−(1−)  | Υ(1D)             |                                 |
| 13D2            | 0−(2−)  | Υ2(1D)            | 10161.1±1.7                     |
| 13D3            | 0−(3−)  | Υ3(1D)            |                                 |
| 21P1            | 0−(1+−) | hb(2P)            |                                 |
| 23P0            | 0+(0++) | χb0(2P)           | 10232.5±0.6                     |
| 23P1            | 0+(1++) | χb1(2P)           | 10255.46±0.55                   |
| 23P2            | 0+(2++) | χb2(2P)           | 10268.65±0.55                   |
| 3S1             | 0−(1−)  | Υ(3S)             | 10355.2±0.5                     |
| 3PJ             | 0+(J++) | χb(3P)            | 10530±5 (stat.) ± 9 (syst.)     |
| 43S1            | 0−(1−)  | Υ(4S) or Υ(10580) | 10579.4±1.2                     |
| 53S1            | 0−(1−)  | Υ(10860)          | 10865±8                         |
| 63S1            | 0−(1−)  | Υ(11020)          | 11019±8                         |

Notas:
* Resultados preliminares.necessita de confirmação.
O estado χb (3P) foi o primeiro estado de partícula descoberto no Large Hadron Collider. O artigo sobre essa descoberta foi submetido no arXiv em 21 de dezembro de 2011. Em abril de 2012, experimentos DØ no Tevatron confirmaram o resultado em um artigo publicado em Phys. Rev. D.

## QCD e quarkônio
A computação das propriedades dos mésons na cromodinâmica quântica (QCD) é totalmente não pertubativa. Como resultado, o único método geral disponível é uma computação direta usando técnicas do retículo QCD (LQCD). Contudo, outras técnicas são efetivas para quarkônios pesados.
Os mésons de quarks leves movem-se em velocidades relativísticas, já que a massa do estado de ligação é muito maior que a massa do quark. Contudo,  a velocidade dos quarks charm e bottom em seus respectivos quarkônios é suficiente pequena, então efeitos relativísticos afetam essem estados, porém menos.  A velocidade estimada é de 0.3 vezes a velocidade da luz para o charmônio e 0.1 vezes a velocidade da luz para o bottomônio. A computação pode ser aproximada por uma expansão em poderes de v/c e v2/c2. Essa técnica é chamada QCD não relativística (NRQCD).
NRQCD também tem sido quantizada como  a teoria de retículo gauge, que providencia outra técnica para cálculos de LQCD para se usar. Boas aceitações da massa do bottomônio, e isso provê um dos melhores testes não perturbativos do LQCD. Para as medidas de massa do charmônio a aceitação não é muito boa, mas a comunidade LQCD está ativamento trabalhando em desenvolver as suas técnicas. O trabalho também tem sido feito em cálculos de propriedades de quarkônio e estados de transição entre estados.